# Santa Flora
Santa Flora é um bairro do distrito da Santa Flora, no município de Santa Maria. Localiza-se no sul da cidade.
O bairro Santa Flora possui uma área de 508,52 km² que equivale a 100% do distrito da Santa Flora que é de 508,52 km² e  28,38% do municipio de Santa Maria que é de 1791,65 km².

## Demografia

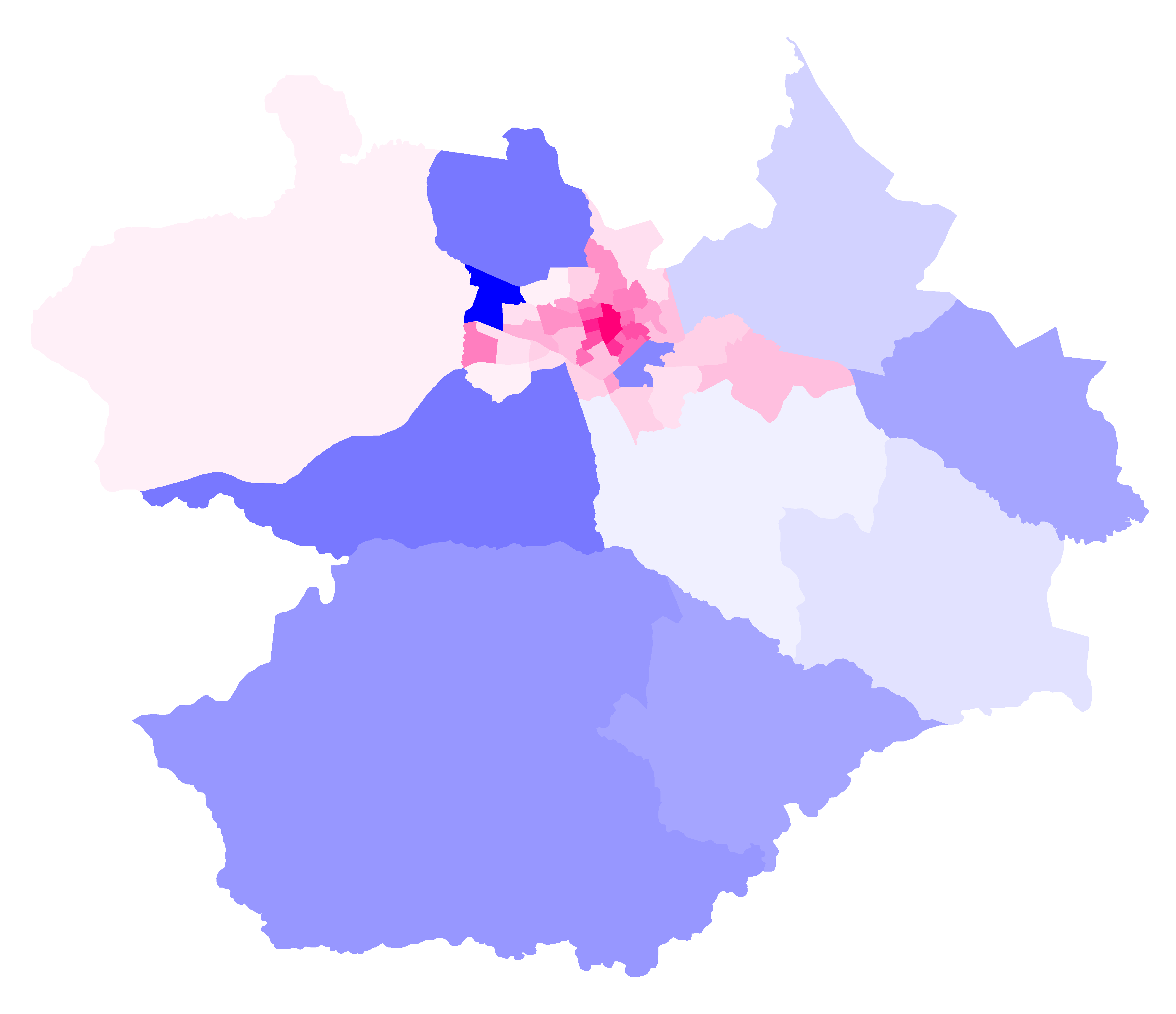
Mapa do município de Santa Maria com as divisões em bairros. Em escalas de azul os bairros com predominância masculina e em escalas de rosa os bairros com predominância feminina. Observa-se que quanto melhor a infraestrutura e o acesso a ela mais convidativo o bairro é para a população feminina. E, reciprocamente, podemos reconhecer os bairros com melhor infraestrutura observando onde a população feminina está concentrada.

Segundo o censo demográfico de 2010, Santa Flora é, dentre os 50 bairros oficiais de Santa Maria:
- O único bairro do distrito da Santa Flora.
- O 44º bairro mais populoso.
- O 1º bairro em extensão territorial.
- O 50º bairro mais povoado (população/área).
- O 5º bairro em percentual de população na terceira idade (com 60 anos ou mais).
- O 37º bairro em percentual de população na idade adulta (entre 18 e 59 anos).
- O 38º bairro em percentual de população na menoridade (com menos de 18 anos).
- Um dos 11 bairros com predominância de população masculina.
- Um dos 20 bairros que registraram moradores com 100 anos ou mais, com um total de 1 habitante feminino.

Considerando que não houve modificação em seu território, ou essa mudança foi insignificativa, pode-se fazer uma comparação de sua evolução demográfica entre os anos de 2000 e 2010: O bairro teve um decréscimo populacional de 189 habitantes (-15%).
Distribuição populacional do bairro
1. Total: 1.074 (100%)
  1. Urbana: 175 (16,29%)
  2. Rural: 899 (83,71%)
2. Homens: 570 (53,07%)
  1. Urbana: 96 (16,84%)
  2. Rural: 474 (83,16%)
3. Mulheres: 504 (46,93%)
  1. Urbana: 79 (15,67%)
  2. Rural: 425 (84,33%)